# Nicole Vandenbroeck
Nicole Vandenbroeck (Meise, 9 de novembre de 1946 - 17 d'abril de 2017) va ser una ciclista belga que va combinar la carretera amb el ciclisme en pista. El seu principal èxit fou el Campionat del Món en ruta de 1973.

## Palmarès en carretera
- 1969
  -  Campiona de Bèlgica en ruta
- 1970
  -  Campiona de Bèlgica en ruta
- 1973
  -  Campiona del món en ruta
  -  Campiona de Bèlgica en ruta
- 1974
  -  Campiona de Bèlgica en ruta
- 1975
  - 1a al Trofeu Alfredo Binda
- 1977
  -  Campiona de Bèlgica en ruta

## Palmarès en pista
- 1975
  -  Campiona de Bèlgica en Persecució
- 1976
  -  Campiona de Bèlgica en Persecució
- 1977
  -  Campiona de Bèlgica en Persecució
- 1979
  -  Campiona de Bèlgica en Persecució